# ISO 3166-2:TL

Adminstrativní mapa státu Východní Timor

Kódy ISO 3166-2 pro Východní Timor identifikují 12 obcí a 1 speciální administrativní region (stav v roce 2018). První část (TL) je mezinárodní kód pro Východní Timor, druhá část sestává ze dvou písmen identifikujících distrikt.

## Seznam kódů
- TL-AL Aileu
- TL-AN Ainaro
- TL-BA Baucau
- TL-BO Bobonaro
- TL-CO Cova Lima
- TL-DI Dili
- TL-ER Ermera
- TL-LA Lautem
- TL-LI Liquica
- TL-MF Manufahi
- TL-MT Manatuto
- TL-OE speciální administrativní region Oecussi
- TL-VI Viqueque